# Pfarralm
Die Pfarralm ist ein 924 m ü. A. hoher Gebirgspass im südlichen Niederösterreich.
Die Passstraße L101 beginnt knapp südlich des Annaberg-Passes bei Annaberg, führt über die Passhöhe und dann über Ulreichsberg und den Michelbühel zum Kernhofer Gscheid. Aufgrund der Lage zwischen zwei Pässen hat die Pfarralm sehr sanften Charakter und ist optisch kaum wahrnehmbar.